# Parabeny

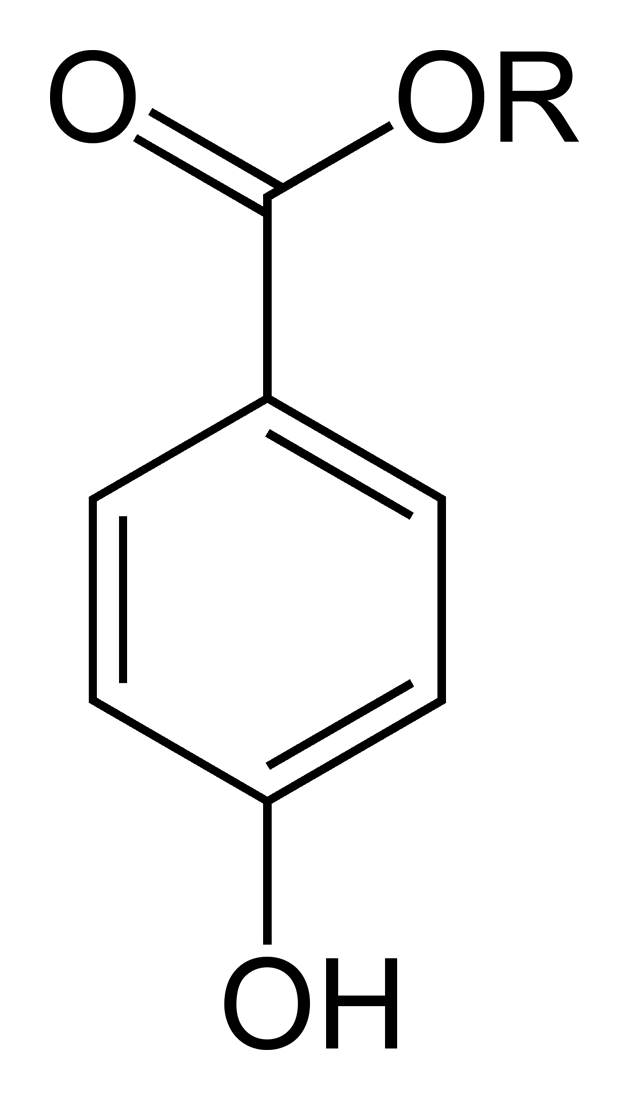
Obecný strukturní vzorec parabenů

Parabeny jsou skupinou chemických látek široce užívaných jako konzervační činidla v kosmetice a farmaceutickém průmyslu.
Parabeny a jejich soli jsou využívány zejména pro jejich baktericidní a fungicidní vlastnosti, a to v šampónech, zubních pastách, kosmetických krémech, lubrikantech, opalovacích krémech atd. Jsou také užívány jako potravinářská aditiva. Nejčastěji používanými látkami z této skupiny jsou metylparaben (E 218), etylparaben (E 214), propylparaben (E 216) a butylparaben. Parabeny mají genotoxický efekt prokázaný prokázaný studiemi, ničí mitochondrie, produkují volné radikály a ničí DNA;[zdroj?] kvůli tomuto efektu mohou vést ke vzniku rakovinných buněk nejen ve tkáních bohatých na estrogenní receptory.[zdroj?] IARC parabeny neklasifikuje jako karcinogen.
Parabeny mohou vyvolávat alergii a studie na zvířatech prokázaly estrogenní aktivitu některých z nich. Expozice dětí parabeny (a to i před narozením) snižuje funkci plic.

## Nebezpečí pro korály
Thajsko zakázalo v srpnu 2021 opalovací krémy obsahující butylparaben, protože mohou vést k poškození korálů v chráněných oblastech narušením jejich reprodukce. 